# Valerie Wildman
Valerie Wildman (Miami Beach, 6 augustus 1953) is een Amerikaanse actrice.

## Biografie
Wildman besteedt veel van haar vrije tijd in sociale huurwoningen, daklozenopvang, wijkopvang, jeugdcentra, scholen in probleemwijken en ze doet ook veel aan hulp over de hele wereld. Ze heeft voor de Peace Corps gewerkt in Cartagena (Colombia). Toen ze hier stopte is zij als rugzaktoerist door het land getrokken en ook door Ecuador en Peru. Ze heeft daar hitte, sneeuw en storm meegemaakt. Hierna is ze voor Operation USA naar Sri Lanka, Nicaragua, Guatemala, Mexico, Rusland, Ethiopië en Filipijnen gegaan om daar de armen te helpen. In Amerika werkt ze in Los Angeles in een programma om de arme mensen en daklozen te helpen met financiële en medische hulp.
Het feit dat ze vloeiend Spaans spreekt heeft haar zeker geholpen. Ze heeft een master diploma voor Adviseur. Hiernaast heeft ze ook een doctoraat in psychologie gehaald samen met een keuzevak kunst. In haar spaarzame vrije tijd doet ze aan meditatie, yoga, kunst en dingen die met de natuur te maken hebben.
Wildman heeft tijdens haar drukke bezigheden ook gewerkt als actrice, haar eerste rol op tv was in 1983 met de televisieserie St. Elsewhere. Hierna heeft ze nog meerdere rollen gespeeld in televisieseries en televisiefilms. Het meest bekend is zij als Christine Pettit in de televisieserie Beverly Hills, 90210 (1992-2000) en als Fay Walker in de televisieserie Days of our Lives (1999-2010).

## Filmografie

### Films
- 2016 Roadside Stars - als Bea
- 2014 Earth to Echo - als Christine Hastings
- 2013 Hunt for the Labyrinth Killer - als Beth Harrington
- 2008 Disaster Movie – als Samantha
- 2007 The Last Sin Eater – als Gervase O’Dara
- 2003 Mystery Woman – als Janet Sinclair
- 2001 Spirit – als Marjorie
- 2000 Cast Away – als Virginnia Larson
- 2000 Crime and Punishment in Suburbia – als aanklager van O.v.J.
- 1998 Inconceivable – als Sara
- 1997 The Shooter – als Wendy
- 1997 Skeletons – als Belinda Dunbar
- 1996 Mars Attacks! – als verslaggeefster voor GNN
- 1996 Dear God – als toeriste
- 1995 Rumpelstiltskin – als Nedda
- 1995 Indictment: The McMartin Trial – als Diana Sullivan
- 1995 My Family – als Sunny
- 1993 Josh and S.A.M. – als medewerkster van Dallas Airline
- 1991 Inner Sanctum – als Jennifer Reed
- 1991 Neon City – als Sandy Randall
- 1990 My Blue Heaven – als tv verslaggeefster
- 1990 Internal Affairs – als May
- 1988 Break of Down – als Julia Voitek
- 1988 Deadline: Madrid – als Christine Martin
- 1988 Down Delaware Road – als Ann Heller
- 1988 Justin Case – als vrouw in het zwart
- 1987 Beverly Hills Cop II – als receptioniste op schietbaan
- 1986 A Fine Mess – als omroepster
- 1986 Salvador – als Pauline Axelrod
- 1985 The Falcon and the Snowman – als ambtenaar op ambassade van VS
- 1984 Splash – als gaste op trouwerij

### Televisieseries
Uitgezonderd eenmalige gastrollen.
- 2013 - 2014 Venice the Series - als verpleegster - 12 afl.
- 1999 – 2011 Days of our Lives – als Fay Walker – 125 afl.
- 2009 General Hospital – als Deidre Evans – 2 afl.
- 1992 – 2000 Beverly Hills, 90210 – als Christine Pettit – 8 afl.
- 1991 - 1992 Dangerous Women - als Patricia Meadows / Faith Cronin - 52 afl.